# Universidad de Notre Dame
La Universidad de Notre Dame du Lac (University of Notre Dame du Lac en idioma inglés), conocida simplemente como Universidad de Notre Dame es una universidad privada, católica, afiliada a la Congregación de Santa Cruz, ubicada en Notre Dame (Indiana, Estados Unidos de América). Fue fundada en 1842 por Edward Sorin, CSC. El campus principal cubre 5.10 km² en un entorno suburbano; contiene una serie de puntos de referencia reconocibles, como the Golden Dome (la Cúpula Dorada), el mural de The Word of Life (comúnmente conocido como Touchdown Jesus), el Notre Dame Stadium y la Basílica. Es una de las universidades más prestigiosas y mejor clasificadas de los Estados Unidos y en los rankings Notre Dame compite con otras universidades de élite como Stanford, Yale y Duke.
La universidad se organiza en ocho Escuelas. La Escuela de Arquitectura es conocida por enseñar nueva arquitectura clásica y por otorgar el Premio Driehaus. La universidad ofrece más de 50 programas de estudios de un año en el extranjero y más de 15 programas de verano. El programa de posgrado de Notre Dame tiene más de 50 programas de maestría, doctorado y títulos profesionales ofrecidos por las siete escuelas, incluida la Facultad de Derecho de Notre Dame y un programa de medicina y doctorado que se ofrece en combinación con la Facultad de Medicina de la Universidad de Indiana. Mantiene un sistema de bibliotecas, lugares culturales, museos artísticos y científicos, incluida la Biblioteca Hesburgh y el Museo de Arte Snite. La mayoría de los 8.000 estudiantes universitarios de la universidad viven en el campus en una de las 31 residencias universitarias, cada una con sus propias tradiciones, legados, eventos y equipos deportivos intramuros. Los aproximadamente 134.000 exalumnos de la universidad se consideran una de las redes de exalumnos universitarios más sólidas de Estados Unidos.
Los equipos deportivos de la universidad son miembros de la División I de la NCAA y se conocen colectivamente como Fighting Irish. Notre Dame es conocida por su equipo de fútbol americano, que contribuyó a que se destacara en el escenario nacional a principios del siglo XX; el equipo, un Independiente sin afiliación a la conferencia, ha acumulado 11 campeonatos nacionales consensuados, siete ganadores del Trofeo Heisman, 62 miembros del Salón de la Fama del Fútbol Americano Universitario y 13 del Salón de la Fama del Fútbol Americano Profesional. Los equipos de Notre Dame en otros deportes, principalmente en la Atlantic Coast Conference, han acumulado 17 campeonatos nacionales. La Marcha de la Victoria de Notre Dame a menudo se considera una de las canciones de lucha colegiales más famosas y reconocidas.
Notre Dame alcanzó la fama internacional a principios del siglo XX, ayudada por el éxito de su equipo de fútbol con el entrenador Knute Rockne. Durante la administración de Theodore Hesburgh, entre 1952 y 1987, se produjeron importantes mejoras en la universidad, ya que su administración aumentó considerablemente los recursos, los programas académicos y la reputación de la universidad; la universidad inscribió por primera vez a mujeres universitarias en 1972. Desde entonces, la universidad ha experimentado un crecimiento constante y, bajo el liderazgo de los siguientes dos presidentes, Edward Malloy y John I. Jenkins, se han completado muchas expansiones de infraestructura e investigación. El crecimiento de Notre Dame ha continuado en el siglo XXI; su dotación de 13.800 millones de dólares es una de las más grandes de todas las universidades estadounidenses.

## Facultades y escuelas
- College of Arts and Letters (Artes y Letras)
- College of Engineering (Ingeniería)
- College of Science (Ciencias)
- Keough School of Global Affairs
- Law School (Ley)
- Mendoza College of Business (Colegio Mendoza de Business)
- School of Architecture (Escuela de Arquitectura)
- The Graduate School

## Historia

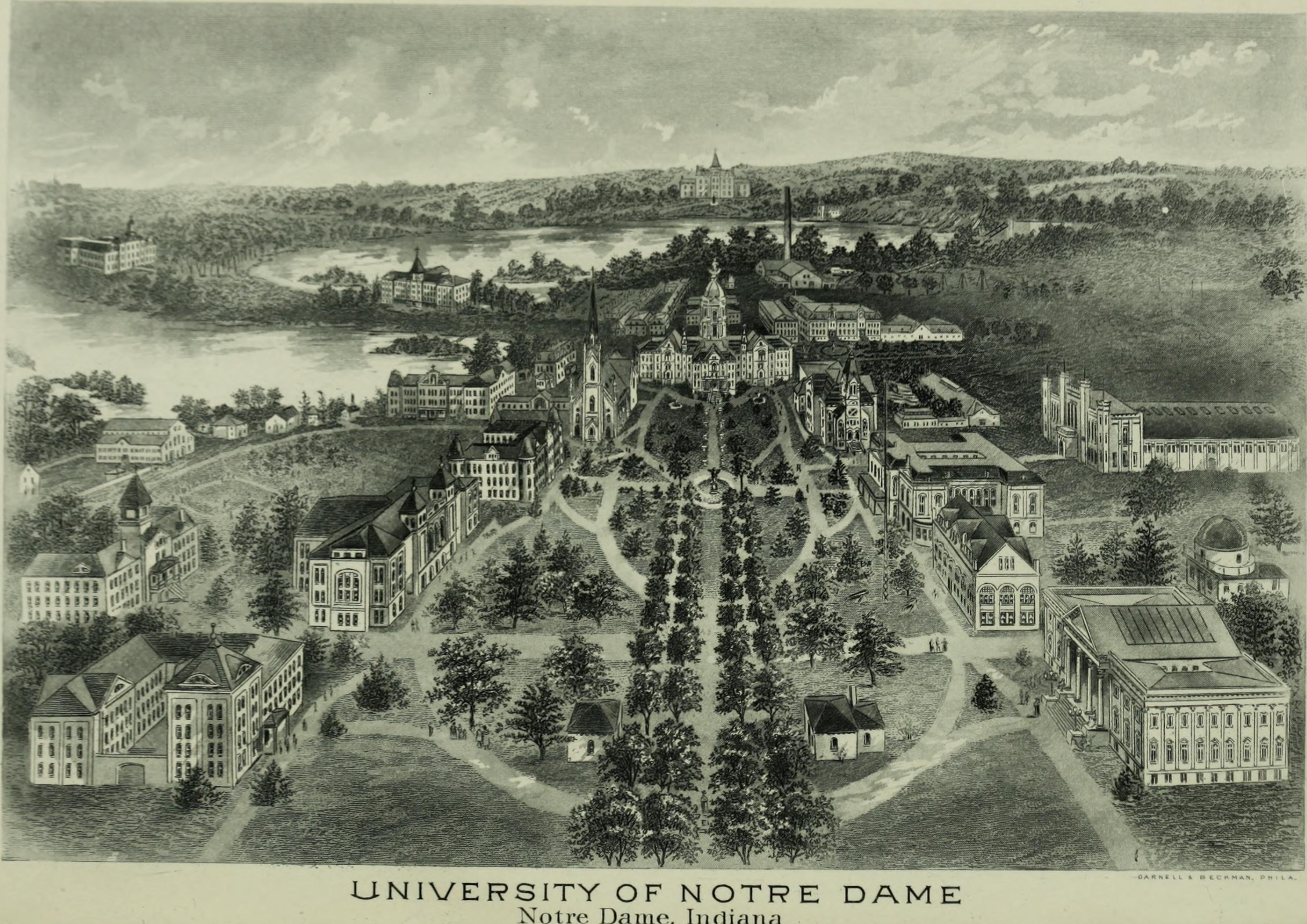
Notre Dame en 1903

La universidad fue fundada el 26 de noviembre de 1842 con el nombre de Notre Dame du Lac, que en francés significa Nuestra Señora del Lago, ya que los hermanos de Santa Cruz, congregación religiosa de origen francés, que fundaron la universidad encontraron un lago dentro de la finca donde se ubicaría la universidad. Realmente existen dos lagos, pero cuenta la leyenda que era invierno cuando visitaron el lugar por primera vez, y entre que los lagos estaban helados, y que todo estaba cubierto de nieve, pensaron que se trataba de un solo lago. Parece ser que los indios de la tribu potawatomi contribuyeron en gran medida al desarrollo de la universidad, en colaboración con los hermanos de Santa Cruz. 
El colegio otorgó sus primeros títulos en 1849. La universidad se amplió para dar cabida a más estudiantes y profesores. Con cada nuevo presidente, se ofrecieron nuevos programas académicos y se construyeron nuevos edificios para acomodarlos. El edificio principal original construido por Sorin justo después de su llegada fue reemplazado por uno más grande en 1865, que albergaba la administración, las aulas y los dormitorios de la universidad. Bajo la primera administración de William Corby, la inscripción en Notre Dame aumentó a más de 500 estudiantes. En 1869 abrió la facultad de derecho, que ofrecía un curso de estudios de dos años, y en 1871 comenzó la construcción de la Iglesia del Sagrado Corazón, hoy Basílica del Sagrado Corazón, Notre Dame.

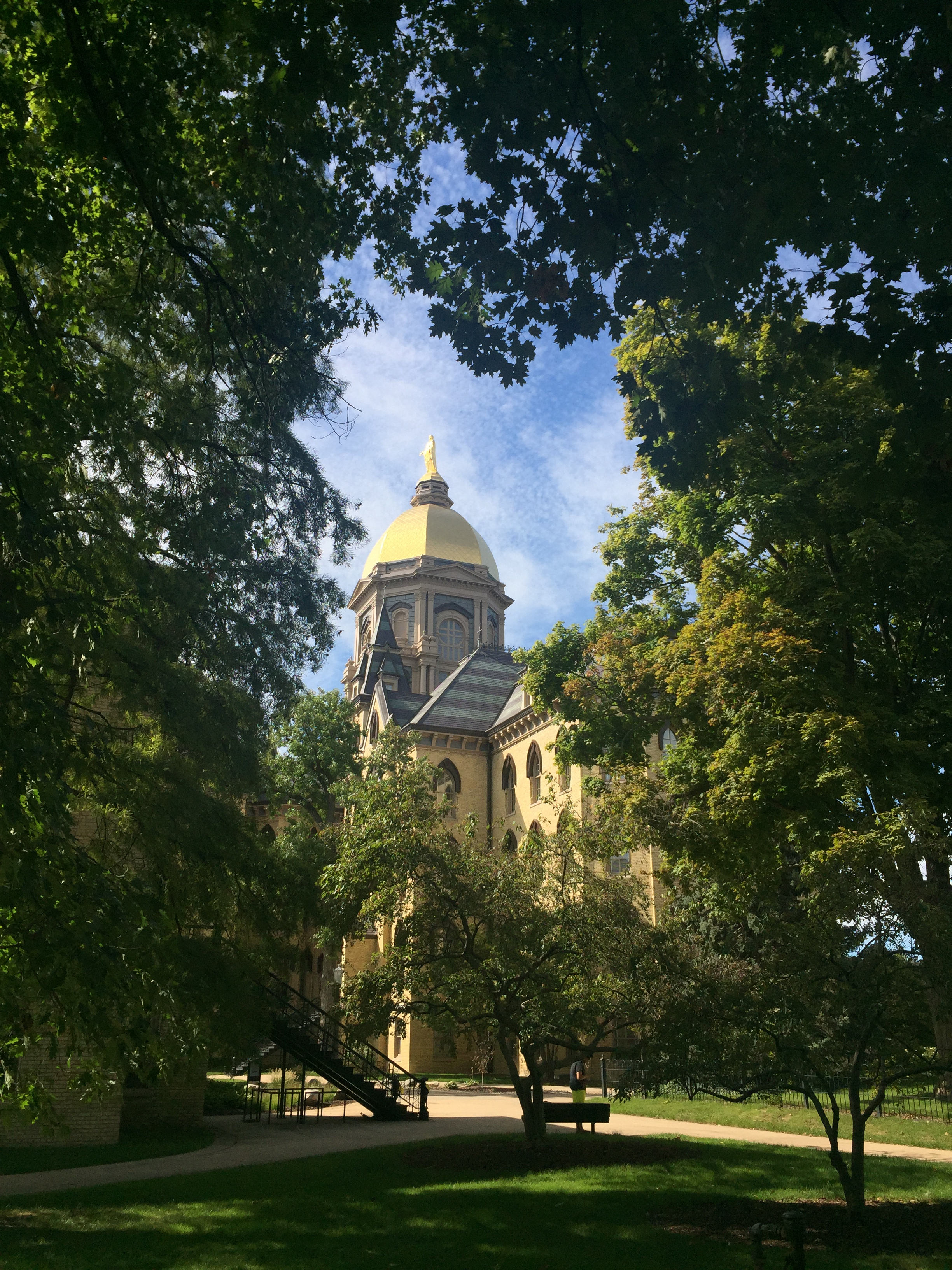
Edificio principal (Universidad de Notre Dame)

Este edificio principal y la colección de la biblioteca fueron destruidos por un incendio en abril de 1879; la escuela cerró inmediatamente y los estudiantes fueron enviados a casa. El fundador de la universidad, Sorin, y el presidente en ese momento, William Corby, planearon de inmediato la reconstrucción de la estructura que había albergado prácticamente toda la Universidad. La construcción se inició el 17 de mayo y, gracias al increíble celo de los administradores y trabajadores, el edificio se completó antes del semestre de otoño de 1879. La colección de la biblioteca también se reconstruyó y se mantuvo en el nuevo edificio principal durante años. 
Su papel como institución insignia de alto perfil del catolicismo la convirtió en un blanco fácil del anticatolicismo. El episodio de violencia más notable fue un enfrentamiento entre los estudiantes de Notre Dame y el Ku Klux Klan (KKK), un movimiento supremacista blanco y anticatólico, en 1924. El nativismo y el anticatolicismo, especialmente cuando se dirigían a los inmigrantes, fueron piedras angulares de la retórica del KKK y Notre Dame fue vista como un símbolo de la amenaza que representa la Iglesia Católica. El Klan decidió tener un Klavern de una semana en South Bend. Los enfrentamientos con el cuerpo estudiantil comenzaron el 17 de mayo, cuando los estudiantes, conscientes de la animosidad anticatólica, impidieron que los miembros del Klan descendieran de sus trenes en la estación de South Bend y rasgaron la ropa y las insignias del KKK. Dos días después, miles de estudiantes se congregaron en el centro de la ciudad para protestar por Klavern, y solo la llegada del presidente de la universidad, Matthew Walsh, evitó más enfrentamientos. Al día siguiente, Knute Rockne habló en un mitin en el campus e imploró a los estudiantes que obedecieran a Walsh y se abstuvieran de seguir violentamente. Unos días después, Klavern se disolvió, pero la hostilidad mostrada por los estudiantes contribuyó a la caída del KKK en Indiana.
Los presidentes Charles L. O'Donnell (1928–1934) y John Francis O'Hara (1934–1939) impulsaron la expansión tanto material como académica. Durante su permanencia en Notre Dame, trajeron a numerosos refugiados e intelectuales al campus; como W. B. Yeats, Frank H. Spearman, Jeremiah D. M. Ford, Irvin Abell y Josephine Brownson para la Laetare Medal, instituida en 1883. O'Hara también se concentró en expandir la escuela de posgrado.

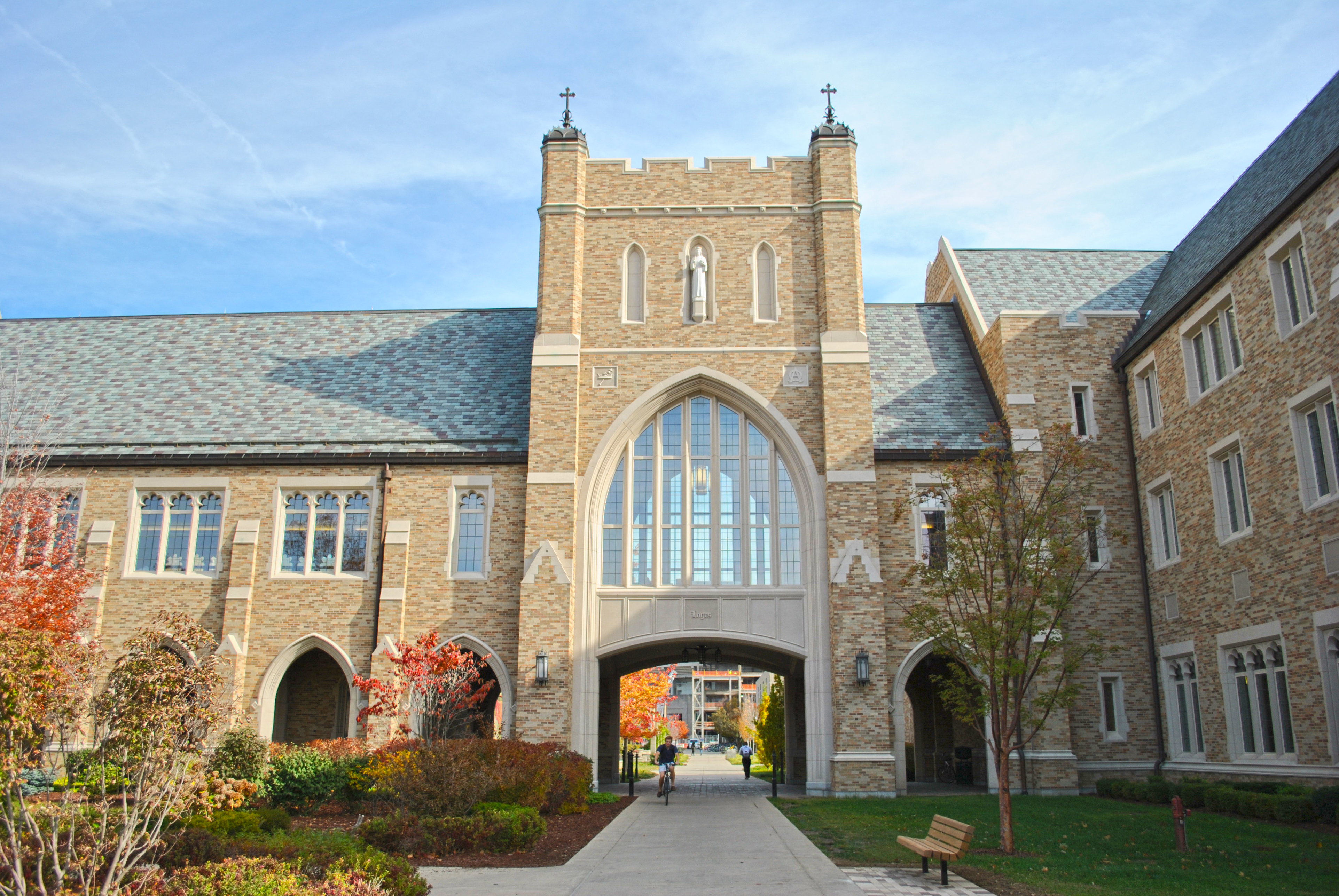
Facultad de derecho

Theodore Hesburgh fue presidente durante 35 años (1952-1987) y bajo su presidencia, Notre Dame experimentó un gran crecimiento y transformación de una escuela principalmente conocida por su fútbol a una universidad de primer nivel, una potencia académica y una universidad católica preeminente. En ese tiempo, el presupuesto operativo anual aumentó en un factor de 18 de $ 9,7 millones a $ 176,6 millones, y la dotación aumentó de $ 9 millones a $ 350 millones, y la financiación de investigación de $ 735.000 a $ 15 millones. 
Hesburgh también hizo que Notre Dame fuera mixta. Las mujeres se habían graduado todos los años desde 1917, pero en su mayoría eran religiosas en programas de posgrado. A mediados de la década de 1960, Notre Dame y Saint Mary's College desarrollaron un programa de intercambio conjunto mediante el cual varios cientos de estudiantes tomaban clases que no se ofrecían en su institución de origen, un arreglo que agregaba mujeres de pregrado a un campus que ya tenía algunas mujeres en las escuelas de posgrado. En 1972, dos de las residencias estudiantiles se convirtieron para las estudiantes recién admitidas ese primer año, y dos más se convirtieron el próximo año escolar. 
Originó gran controversia la concesión de un doctorado "honoris causa" al presidente Barack Obama el 17 de mayo de 2009. El rector de Notre Dame, Padre John I. Jenkins, alegó que el premio a Obama quería reconocer su histórica elección y su programa de lucha contra la pobreza. Sin embargo, numerosos católicos protestaron porque el honor se concedía a una persona decididamente impulsora de la despenalización del aborto. Más de 50 obispos estadounidenses y 300.000 ciudadanos manifestaron su rechazo a la distinción a Obama, y la exembajadora nortamericana Mary Ann Glendon, intelectual de prestigio y profesora de Derecho en Harvard, rechazó recibir la medalla Laetare Medal de la universidad que le iba a ser entregada en la misma ceremonia a la que estaba invitado Obama.
En los 18 años que Edward Malloy fue presidente, la reputación, el profesorado y los recursos de la escuela crecieron rápidamente. Agregó más de 500 profesores y la calidad académica del cuerpo estudiantil mejoró dramáticamente. El reverendo John I. Jenkins reemplazó a Malloy en 2005. En su discurso inaugural, Jenkins describió sus objetivos de hacer de la universidad un líder en investigación que reconozca la ética y construya la conexión entre la fe y los estudios. Durante su mandato, Notre Dame ha aumentado su dotación, ha ampliado su cuerpo estudiantil y ha experimentado muchos proyectos de construcción en el campus, incluido Compton Family Ice Arena, una nueva sala de arquitectura, residencias universitarias adicionales y Campus Crossroads, una mejora y expansión de $ 400 millones. del estadio de Notre Dame. Hoy en día es una de las universidades más prestigiosas de Estados Unidos.

## Vida estudiantil

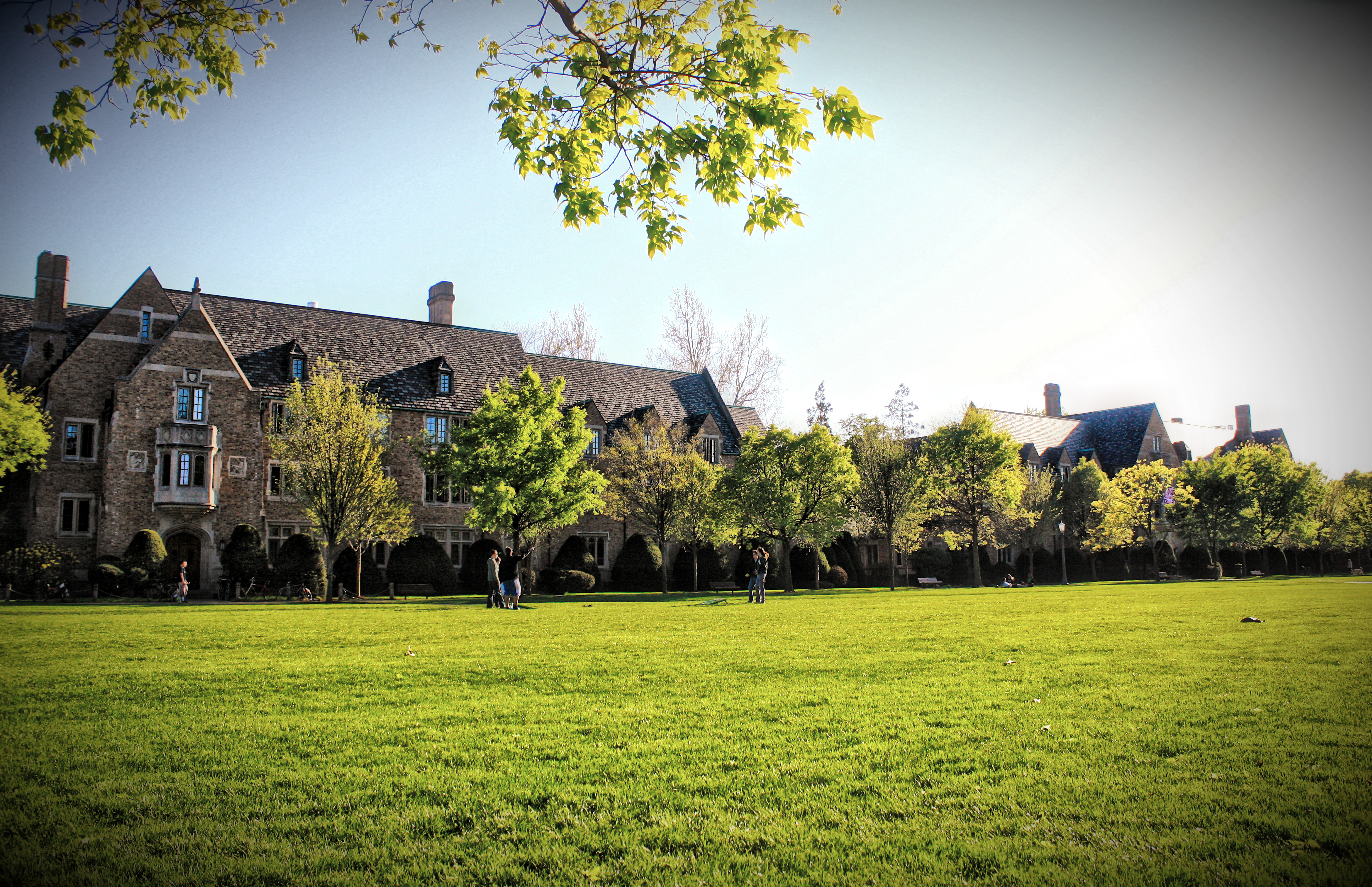
Residencias Dillon y Alumni

En 2019, el cuerpo estudiantil de Notre Dame consistió en 12,467 estudiantes, con 8,576 estudiantes universitarios de pregrado, 3,891 graduados y estudiantes de postgrado (Ley, M.Div., Business, MEd). Se estima que entre el 21 y el 24 por ciento de los estudiantes son hijos de exalumnos, y aunque el 37 por ciento de los estudiantes provienen del Medio Oeste de los Estados Unidos, el cuerpo estudiantil representa a los 50 estados dos EE. UU. y 100 países. El treinta y dos por ciento de los estudiantes son estudiantes estadounidenses de color o ciudadanos internacionales. En marzo de 2015, The Princeton Review clasificó a Notre Dame como la novena 'escuela de los sueños' más alta desde la perspectiva de los padres. También ha sido elogiado por algunas publicaciones orientadas a la diversidad; Hispanic Magazine en 2004 clasificó a la universidad en el noveno lugar en su lista de las 25 mejores universidades para latinos. La tasa federal de graduación estrictamente medida para los atletas fue del 98 por ciento para los estudiantes de primer año que ingresaron entre 2007 y 2010, la más alta del país.
Las 31 residencias estudiantiles, o dormitorios, son el centro de la vida social e intramuros de los estudiantes. Alrededor del 80 por ciento de los estudiantes universitarios y el 20 por ciento de los estudiantes graduados viven en el campus. Cada una de las 31 residencias de estudiantes universitarios tiene sus propios colores, mascota, equipos deportivos, eventos emblemáticos, tradiciones. Las residencias universitarias varían en población desde la más grande (Dillon Hall) con 332 estudiantes hasta la más pequeña (Carroll Hall) con solo 100 estudiantes universitarios. Las residencias son de un solo sexo, con 16 dormitorios masculinos y 14 dormitorios femeninos, y cada residencia está dirigida por un rector. Todas las residencias universitarias incluyen una capilla, y todas las aulas están presididas por un crucifijo. Más del 80 % de los estudiantes son católicos.

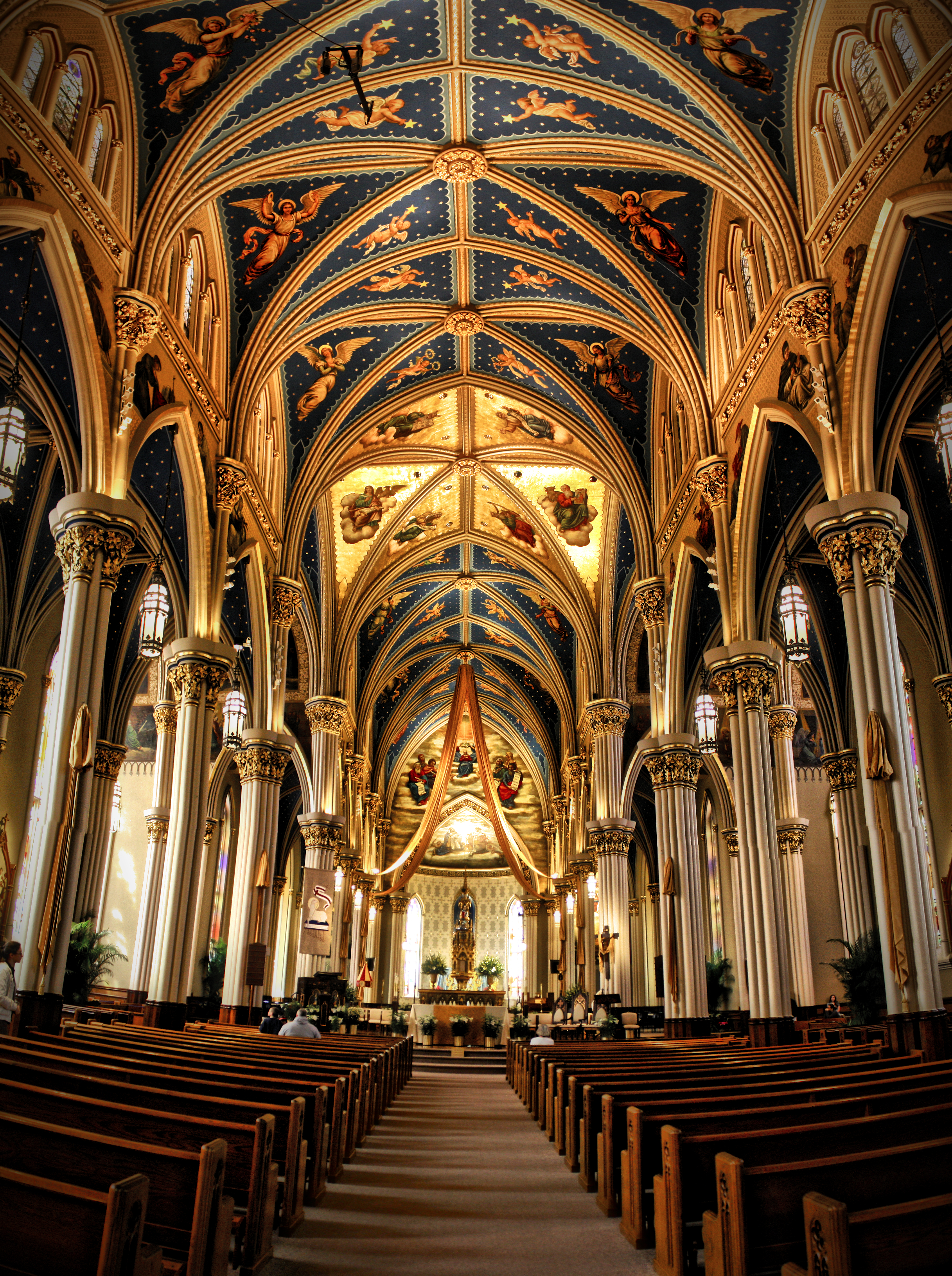
Basílica del Sagrado Corazón (Notre Dame)

Muchos de los eventos estudiantiles más populares que se llevan a cabo en el campus están organizados por las 31 residencias. Entre estos, los más notables son Keenan Revue, Fisher Hall Regatta, Keenan Hall Muddy Sunday, Morrissey Hall Medallion Hunt, Dillon Hall Pep Rally, Keough Hall Chariot Race y muchos otros. Cada dormitorio también alberga muchos bailes y bailes formales e informales cada año. Hay más de 400 clubes de estudiantes activos en la universidad con la supervisión financiera de cada club delegada en el Consejo de Coordinación de Clubes administrado por estudiantes.
Los estudiantes de Notre Dame dirigen nueve medios de comunicación: tres periódicos, una estación de radio y televisión, y varias revistas y diarios. La revista Scholastic, comenzada como una revista de una página en 1876, se emite dos veces al mes y afirma ser la publicación colegiada continua más antigua de los Estados Unidos. El diario de la universidad es The Observer.

## Campus

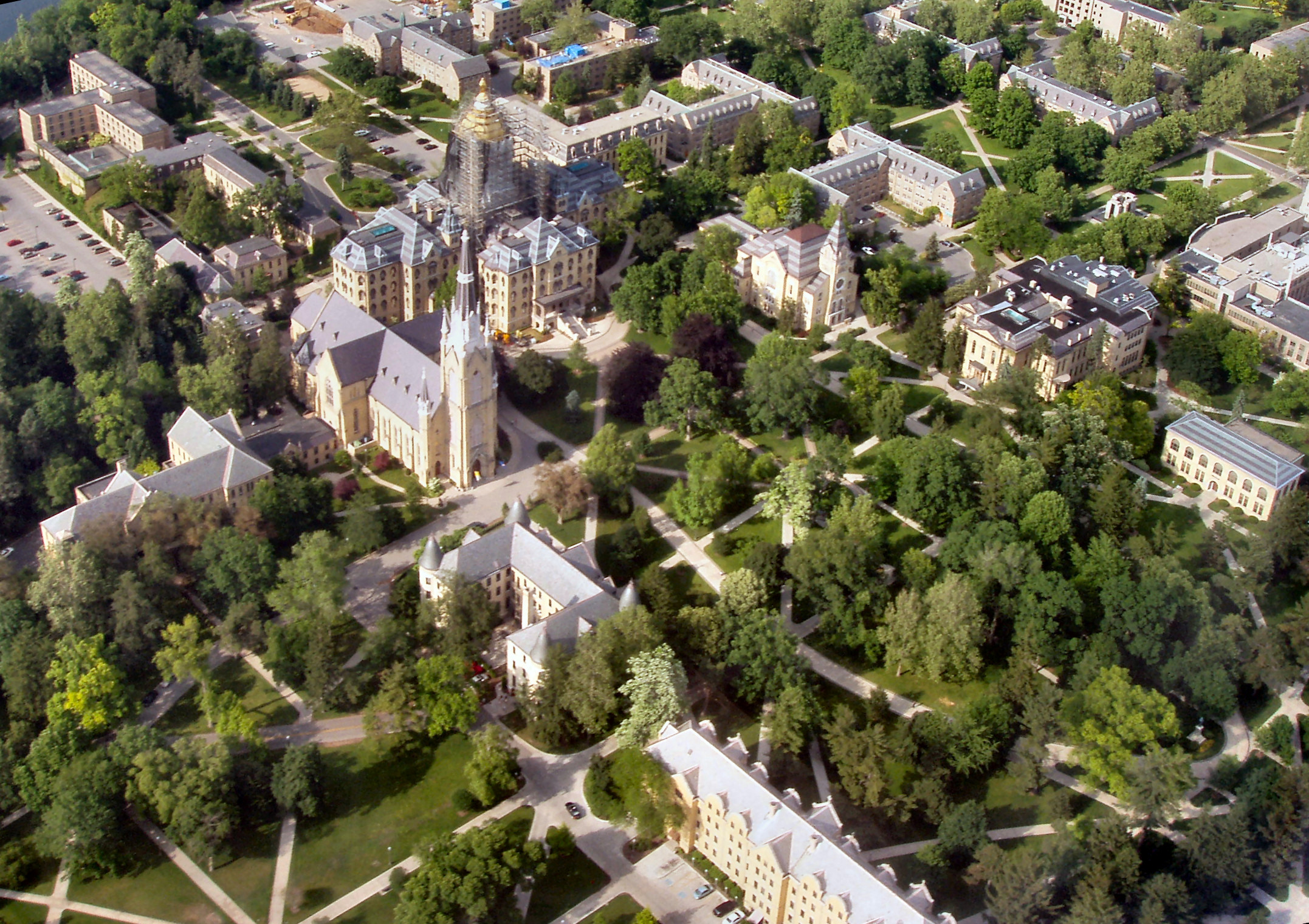
Vista aérea de la parte central del campus.

El Campus ocupa 1,250 acres al nordeste de South Bend. Incluye dos lagos y cuenta con 136 edificios, entre los que se encuentra el edificio principal. 
Constantemente está clasificado y admirado como uno de los campus universitarios más bellos de los Estados Unidos y de todo el mundo, particularmente conocido por la Golden Dome (la Cúpula Dorada), la Basílica y sus vidrieras, los quads y la vegetación, the Grotto, el mural de The Word of Life (comúnmente conocido como Touchdown Jesus), y sus estatuas y museos. Notre Dame es una importante atracción turística en el norte de Indiana; en el año académico 2015–2016, más de 1.8 millones de visitantes, casi la mitad de los cuales eran de fuera del condado de St. Joseph, visitaron el campus.
Cuando se fundó la universidad en 1842, el único edificio en el lugar era la Log Chapel, que se había construida en 1831. Bajo la dirección del fundador y primer presidente Edward Sorin, se construyeron el Old College y la primera iglesia y el edificio principal. El segundo edificio principal, que constituía casi la totalidad de las instalaciones universitarias, se incendió en 1879, y se siguió al actual Edificio Principal. Campus ha seguido creciendo desde entonces. El estilo arquitectónico del primer edificio fue una mezcla ecléctica de la arquitectura victoriana y francesa del XIX, con el gótico colegiado asumiendo el control a principios del siglo XX con arquitectos como Kervick y Fagan y Maginnis & Walsh. La segunda mitad del siglo XX vio el uso de diseños modernistas, pero desde mediados de la década de 1990 la Universidad volvió a comprometerse con la arquitectura gótica manteniendo los materiales y formas específicos de las partes más antiguas del campus.
Un distrito histórico de 116 acres (47 ha) fue incluido en el Registro Nacional de Lugares Históricos en 1978 como Universidad de Notre Dame: Cuadriláteros principal y sur. El distrito incluye 21 edificios contribuyentes en el núcleo del campus original, como el Edificio Administrativo Principal y la Basílica.
El centro del campus es Main Quad, a menudo llamado God Quad, que alberga el edificio principal y la basílica, y otros edificios importantes y residencias. El área noroeste del campus se dedica principalmente a edificios residenciales, la parte centro-este del campus está dedicada a espacios académicos, mientras que el sureste está dedicado al atletismo. Además de Main Quad, hay 6 cuadrángulos: North Quad, Mod Quad y West Quad (principalmente residencial), South Quad y Bond Quad (mixto residencial y académico) y DeBartolo Quad (solo académico).

### Centros en el extranjero
La universidad posee varios centros en todo el mundo que se utilizan para estudios e investigaciones internacionales, conferencias en el extranjero y apoyo a exalumnos.
- Londres. Desde 1998, su centro de Londres tiene su sede en Fischer Hall, el antiguo United University Club, en Trafalgar Square. El centro alberga los programas de la universidad en la ciudad, así como conferencias y simposios. La universidad también posee una residencia, Conway Hall, para estudiantes que estudian en el extranjero.[29]

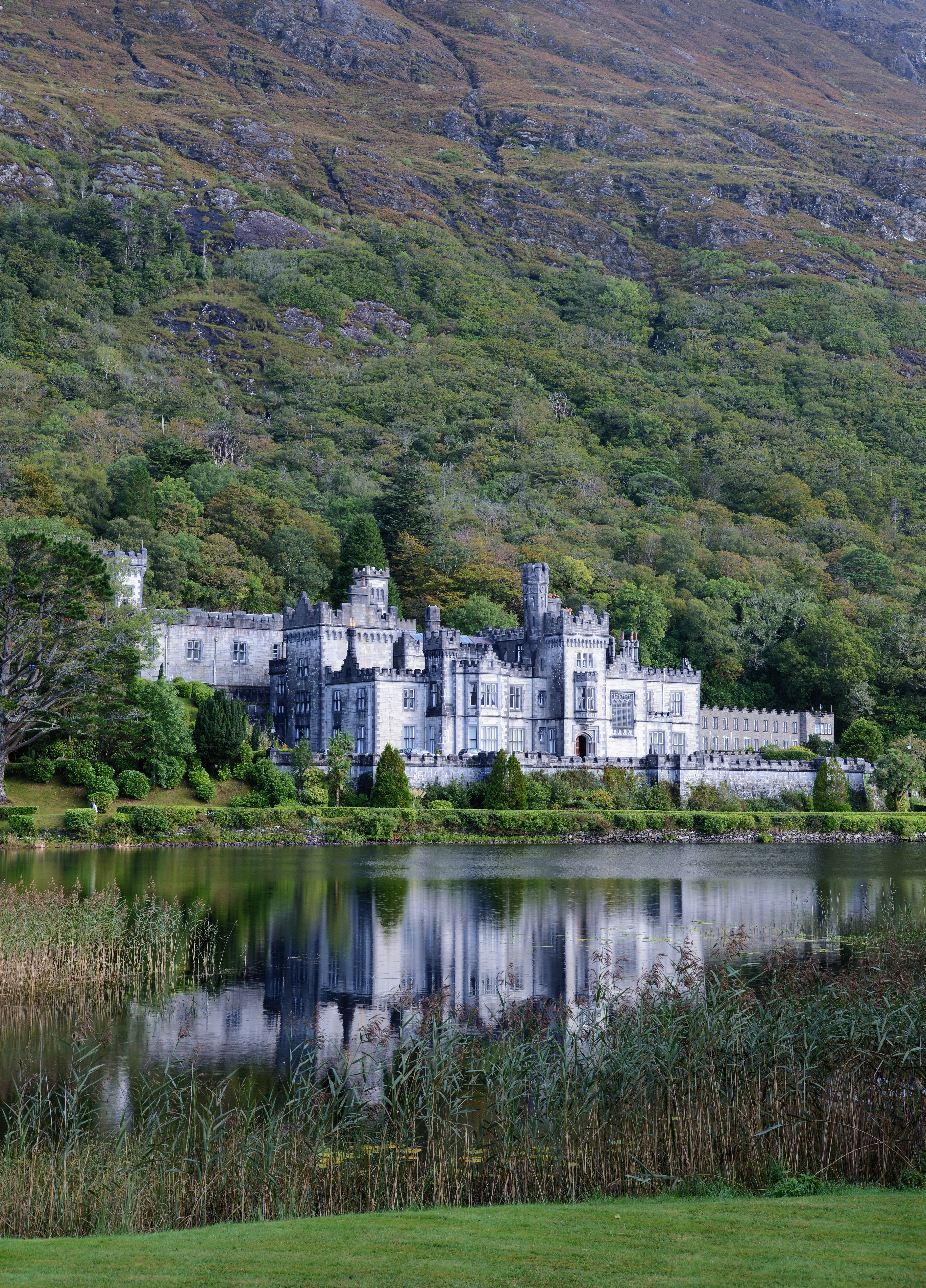
Abadía de Kylemore

- Abadía de KylemoreBeijing. La universidad posee espacio en el área de la estación Liangmaqiao. El centro es el núcleo de Notre Dame Asia y alberga una serie de programas que incluyen estudios en el extranjero.[30]
- Dublín. La universidad es propietaria de O'Connell House, un edificio de Merrion Square, en el corazón del Dublín georgiano. Alberga programas académicos y pasantías de verano para estudiantes de pregrado y posgrado, además de seminarios, y es la sede del Keough Naughton Center. Desde 2015, la universidad se ha asociado con la Abadía de Kylemore, para renovar algunos espacios de la abadía y que ésta pudiera albergar programas académicos.[31]
- Jerusalén. Jerusalem Global Gateway comparte espacio con el Instituto Ecuménico Tantur de la universidad, en una instalación de 100.000 pies cuadrados (9.300 m²) en la unión entre Jerusalén y Belén. Alberga programas religiosos y ecuménicos.[32]
- Roma. El Rome Global Getaway se encuentra en Vía Ostilia, muy cerca del Coliseo. Fue recientemente adquirido y renovado, y ahora cuenta con una extensión de 32.000 pies cuadrados (3.000 m²), que albergan una variedad de actividades académicas. La universidad compró una segunda villa romana en la la colina de Celio.[33]

## Deportes

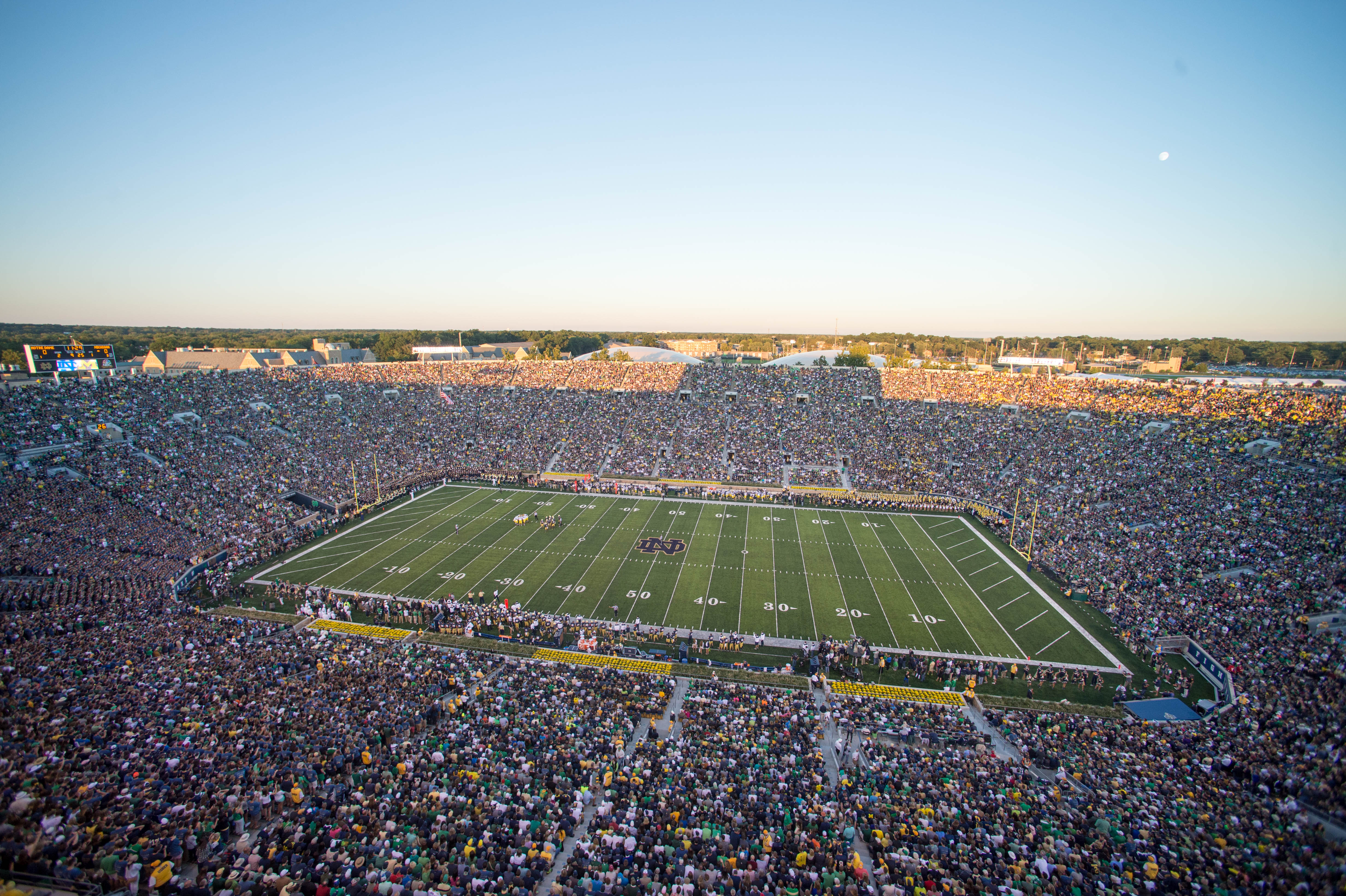
Notre Dame Stadium

ND es una potencia de primer nivel en la División I de la NCAA. Cuenta con campeonatos nacionales en Baloncesto femenino (2001 y 2018), Fútbol femenino (1995, y 2004), Esgrima masculino (1977, 1978, y 1986), Esgrima femenino (1987), Esgrima mixto (1994, 2003, y 2005), Golf masculino, Tenis masculino, y Campo a través masculino.
Pero el equipo más destacado es el de Fútbol americano, con 13 títulos nacionales (1924, 1929, 1930, 1938, 1943, 1946, 1947, 1949, 1953, 1966, 1973, 1977, y 1988) y 16 bowls ganados. Juega en el Notre Dame Stadium, con capacidad para 80.795 espectadores, y con todas las entradas vendidas en todos los encuentros.

## Alumnos célebres
- Philip Agee
- Thomas Banchoff
- Amy Coney Barrett
- John Burgee
- Jorge Bustamante Fernández
- Jaime Chamorro Cardenal
- Stephen McFeely
- Adrian Dantley
- Carlos Dittborn
- Phil Donahue
- José Napoleón Duarte
- Miguel Facussé
- Kevin Farrell
- Kelvin Edward Felix
- Alejandro Ferreiro
- Alexander Haig
- Eduardo Hay
- Mario Irarrázabal
- Brian Kelly
- Ernesto Livacic Rojas
- Enrique Marshall Rivera
- Luis Matte Valdés
- Marcos G. McGrath
- Joe Montana
- José Antonio Ocampo
- Arike Ogunbowale
- Ernesto Pérez Balladares
- Regis Philbin
- José Alfredo Reygadas
- Condoleezza Rice
- Pedro Rosselló
- Rudy Ruettiger
- Nicholas Sparks
- Tony Bill
- Vincent Meli
- Eric Wieschaus